# Camponotus arcuatus
Camponotus arcuatus är en myrart som beskrevs av Mayr 1876. Camponotus arcuatus ingår i släktet hästmyror, och familjen myror.

## Underarter
Arten delas in i följande underarter:
- C. a. aesopus
- C. a. arcuatus